# Callulina kreffti
Espèce
Statut de conservation UICN

 LC  : Préoccupation mineure
Callulina kreffti est une espèce d'amphibiens de la famille des Brevicipitidae.

## Répartition
Cette espèce se rencontre entre 300 et 2 200 m d'altitude :
- en Tanzanie dans les monts Usambara, Uluguru, Nguru, Ukaguru et Udzungwa ;
- au Kenya dans les monts Taita et Shimba.

## Étymologie
Cette espèce est nommée en l'honneur de Paul Krefft (1872–1945).

## Publication originale
- Nieden, 1911 "1910" : Verzeichnis der bei Amani in Deutschostafrika vorkommenden Reptilien und Amphibien. Sitzungsberichte der Gesellschaft Naturforschender Freunde zu Berlin, vol. 1910, p. 441-452 (texte intégral).